# Skrajna Rywocińska Turnia
Skrajna Rywocińska Turnia (słow. Predný Oštep, niem. Vorderer Kohlbachtalturm, węg. Elülső Tarpataki torony) – najniższa z trzech Rywocińskich Turni w grani Rywocin (fragment Zimnowodzkiej Grani) w słowackich Tatrach Wysokich. Jej wysokość to ok. 1820 m n.p.m. Od Pośredniej Rywocińskiej Turni oddziela ją Skrajna Rywocińska Przełęcz, a od Zadniej Zimnej Turniczki oddzielona jest Zadnią Zimną Ławką. Podobnie jak na inne sąsiadujące obiekty, nie prowadzi na nią żaden znakowany szlak turystyczny.
Skrajna Rywocińska Turnia zwana była dawniej Przednią Rywocińską Turnią.

## Historia
Pierwsze wejścia turystyczne:
- Alfred Martin, 21 lipca 1907 r. – letnie,
- Gyula Moiret i Dezső Reichart junior, w latach 1915-1920 r. – zimowe.